# Kapfmühle
Kapfmühle (westallgäuerisch: Khabfmilə) ist ein Gemeindeteil des Markts Weiler-Simmerberg im  bayerisch-schwäbischen Landkreis Lindau (Bodensee).

## Geographie
Die Einöde liegt circa 500 Meter südöstlich des Hauptorts Weiler im Allgäu und zählt zur Region Westallgäu. Südlich der Ortschaft beginnt die Hausbachklamm.

## Ortsname
Der Ortsname bezieht sich auf das mittelhochdeutsche Wort kapf, der Ort, von dem man Ausschau hält bzw. runde Bergkuppe bedeutet. Eine andere Theorie vermutet einen Familiennamen Kapf. Somit bedeutet der Name Mühle an der Bergkuppe oder Mühle des Kapf.

## Geschichte
Kapfmühle wurde erstmals im Jahr 1569 als Müle ob Weyler zur Herrschaft Altenburg urkundlich erwähnt. Die Mahl- und Sägemühle gehörte einst dem Gericht Simmerberg in der Herrschaft Bregenz und später der Gemeinde Simmerberg an. Im Jahr 1928 wurde der Mahlbetrieb der Mühle eingestellt.